# Франческа Фанджо
Франческа Фанджо (італ. Francesca Fangio, 17 серпня 1995) — італійська плавчиня.
Учасниця Олімпійських Ігор 2020 року, де в півфіналах на дистанції 200 метрів брасом посіла 15-те місце (останнє серед тих, що фінішували) і не потрапила до фіналу.